# Jeff Hackett
Jeffrey Hackett (* 1. Juni 1968 in London, Ontario) ist ein ehemaliger kanadischer Eishockeytorwart. Während seiner Karriere spielte er für die New York Islanders, San Jose Sharks, Chicago Blackhawks, Montréal Canadiens, Boston Bruins und Philadelphia Flyers in der National Hockey League. Zurzeit ist er der Torwarttrainer der Colorado Avalanche.

## Karriere
Hackett spielte zunächst zwei Jahre von 1986 bis 1988 in der Ontario Hockey League bei den Oshawa Generals. Diese vertrat er gleich in seiner Rookiesaison im Finale um den Memorial Cup, der Meisterschaft der kanadischen Juniorenligen. Am Ende der Saison wurde er zudem mit der F. W. „Dinty“ Moore Trophy für den Rookietorhüter mit dem geringsten Gegentorschnitt und der Dave Pinkney Trophy für den Torhüter der Mannschaft mit dem geringsten Gegentorschnitt ausgezeichnet und wurde im NHL Entry Draft 1987 in der zweiten Runde an 34. Position von den New York Islanders ausgewählt. Der Kanadier verblieb jedoch noch eine weitere Saison in der OHL und nahm mit der Juniorennationalmannschaft an der Junioren-Weltmeisterschaft 1988 teil, wo er sich mit dem Team die Goldmedaille sicherte.
Zur Spielzeit 1988/89 unterschrieb Hackett seinen ersten Profivertrag bei den Islanders, bei denen er zunächst im American-Hockey-League-Farmteam, den Springfield Indians das Tor hütete. Im Verlauf der Saison wurde er jedoch in den NHL-Kader New Yorks berufen und kam zu seinen ersten 13 Einsätzen. Die folgende Saison blieb der Torhüter komplett in der AHL bei den Indians, die er, nach einer durchwachsenen regulären Saison, in den Playoffs zum Gewinn des Calder Cup führte. Dabei wurde er für seine Leistungen mit der Jack A. Butterfield Trophy geehrt. Zum Beginn des Spieljahres 1990/91 erhielt Hackett den Platz des Back-ups hinter Stammtorwart Glenn Healy und kam auf 30 Saisoneinsätze, ehe er im NHL Expansion Draft 1991 von den neu gegründeten San Jose Sharks ausgewählt wurde. Dort teilte er sich in den folgenden zwei Jahren den Stammplatz mit Jarmo Myllys und Artūrs Irbe, enttäuschte aber auf ganzer Linie, da er dem schwach besetzten Team kein sicherer Rückhalt war und von 78 Spielen nur 13 gewinnen konnte. Daher wurde er im Sommer 1993 zu den Chicago Blackhawks transferiert und stand zumeist im Schatten von Ed Belfour, dessen Stammplatz er im Verlauf der Saison 1996/97 übernahm. Nachdem er die kanadische Nationalmannschaft bei der Weltmeisterschaft 1998 vertreten hatte, ging er mit den Blackhawks in seine sechste und letzte Saison, da er im November 1998 Teil eines sechs Spieler umfassenden Transfergeschäftes mit den Montreal Canadiens war. Dort hatte er erneut die Stammposition im Tor inne, ehe er sich zu Beginn der Spielzeit 2000/01 an der Hand verletzte und seinen Stammplatz schließlich an José Théodore verlor. Bis in die Spielzeit 2002/03 hinein begnügte sich der Kanadier mit dem Platz als Back-up. Im Januar 2003 wurde er dann jedoch zunächst für Niklas Sundström zu seinem alten Team, den San Jose Sharks, abgegeben, die ihn noch am gleichen Tag gemeinsam mit Jeff Jillson im Tausch gegen Kyle McLaren zu den Boston Bruins schickten. Für die Bruins bestritt Hackett lediglich 21 Spiele, da er seinen auslaufenden Vertrag nicht verlängerte und als Free Agent zu den Philadelphia Flyers ging. Dort begann er die Spielzeit mit starken Leistungen, die im Saisonverlauf aber deutlich nachließen. Am 22. Januar 2004, nach seinem 500. Spiel in der NHL, wurden bei ihm Schwindelgefühle und Gleichgewichtsstörungen diagnostiziert. Dies führte dazu, dass er am 9. Februar 2004 seine Karriere beendete, nachdem er drei Tage zuvor im Farmteam der Flyers noch einmal getestet hatte, ob er beschwerdefrei spielen kann.
Am 12. Juli 2006 begann Hackett seine Karriere als Torwarttrainer, als er einen Vertrag bei der Colorado Avalanche unterzeichnete.

## Erfolge und Auszeichnungen
- 1987 F. W. „Dinty“ Moore Trophy
- 1987 Dave Pinkney Trophy (gemeinsam mit Sean Evoy)
- 1990 Calder-Cup-Gewinn mit den Springfield Indians
- 1990 Jack A. Butterfield Trophy
- 1992 Seagate Technology „Sharks Player of the Year“ Award

### International
- 1988 Goldmedaille bei der Junioren-Weltmeisterschaft

## NHL-Statistik
(Legende zur Torhüterstatistik: GP oder Sp = Spiele insgesamt; W oder S = Siege; L oder N = Niederlagen; T oder U oder OT = Unentschieden oder Overtime- bzw. Shootout-Niederlage; Min. = Minuten; SOG oder SaT = Schüsse aufs Tor; GA oder GT = Gegentore; SO = Shutouts; GAA oder GTS = Gegentorschnitt; Sv% oder SVS% = Fangquote; EN = Empty Net Goal; 1 Play-downs/Relegation; Kursiv: Statistik nicht vollständig)